# Альбанези, Лидо
Лидо Альбанези (итал. Lido Albanesi; 27 августа 1921, Фолиньо, Умбрия — 13 мая 1998, Клермон-Ферран) — французский футболист, центральный и правый защитник. Играл за вторую сборную Франции.

## Биография
Лидо Альбанези родился 28 августа 1921 года в итальянском городе Фолиньо.
До начала Второй мировой войны вместе с родителями перебрался из Италии во Францию.
Играл в футбол на позициях центрального и правого защитника. В 1943—1945 годах выступал за «Альбер», после чего его пригласил вернувший профессиональный статус «Амьен», за который он играл во втором дивизионе до 1949 года. За четыре сезона провёл свыше 140 официальных матчей.
В 1949 году перебрался в «Гавр», где стал игроком основного состава. В сезоне-1949/50, сыграв 34 матча, помог ему выйти в первый дивизион, где сыграл ещё четыре года, проведя в чемпионате Франции 109 матчей и забив 1 гол.
В период выступлений за «Гавр» провёл 4 матча за вторую сборную Франции. В 1951—1953 годах 9 раз вызывался в сборную Франции, но ни разу не выходил на поле.
В конце профессиональной карьеры тренировал «Брассак-ле-Мин» из Оверни.
Умер 13 мая 1998 года во французском городе Клермон-Ферран.